# Chant XV de l'Enfer
Le Chant XV de l'Enfer est le quinzième chant de l'Enfer de la Divine Comédie du poète florentin Dante Alighieri. Il se déroule sur le troisième giron du septième cercle, où sont punis les violents envers Dieu, la nature et l'art ; nous sommes à l'aube du 9 avril 1300 (samedi saint), ou selon d'autres commentateurs du 26 mars 1300.

## Thèmes et contenus

### Les Sodomites: versets 1-21
Dante et Virgile marchent sur l'une des deux rives en pierre du fleuve Phlégéthon, seule zone du cercle à ne pas être tourmentée par les flammes du troisième giron du septième cercle, celui des violents contre Dieu et la nature. Les vapeurs que la rivière libère éteignent en effet les flammes. Pour décrire les rives, Dante les compare à celles des Flamands entre Wissant et Bruges, italianisées sous les noms de Guizzante et Bruggia et à celles que les Padouans doivent défendre de leurs villes et de leurs châteaux contre les inondations de la  Brenta lorsque les neiges fondent de la Carinthie (Carentana, comprise étant comme l'ensemble des Alpes carniques) à cause de la chaleur. Le poète souligne que les rives de l'enfer ne sont pas grandes.
Après avoir vu un blasphémateur dans le Chant précédent (Capanée), ce Chant et le suivant sont consacrés aux sodomites, c'est-à-dire à ceux qui ont eu des relations « contre nature ». Ils courent nus et sans repos sur les sables brûlants et sont les pécheurs les plus nombreux du cercle (Enfer, XIV, verset 25). Cependant, ils sont aussi les moins méchants car Dante dit que le contact avec la terre brûlante est la condition la plus douloureuse parce qu'elle correspond à des péchés plus graves (des blasphémateurs et des usuriers. La sodomie était proverbialement répandue à Florence  et dans ce cercle, Dante rencontrera à deux reprises des concitoyens avec lesquels il aura une conversation. En tout cas, le « péché » doit être considéré dans son acception la plus large : non seulement les relations homosexuelles, mais aussi les relations hétérosexuelles, et il n'y avait aucune distinction entre ceux qui y participaient activement ou passivement (en ce sens, même une femme, si elle était consentante, pouvait être accusée de sodomie).
Cependant, durant les trois Chants consacrés à ce cercle, il n'est jamais question du péché de sodomie : pour savoir ce pour quoi ces pécheurs sont condamnés, il faut revenir au Chant XI où, lors de l'explication générale de l'Enfer, le verset 50 parle de Sodome.
Entre-temps, Dante et Virgile ont marché le long des rives, laissant derrière eux la forêt des suicidés. Les âmes de la tribune regardent les deux poètes, en haut de la digue, comme on regarde la nouvelle lune, c'est-à-dire en rétrécissant les yeux à cause du peu de lumière, comme le fait aussi, deuxième comparaison, le vieux tailleur pour enfiler le chas de l'aiguille. Une interprétation plus respectueuse du texte part du constat qu'à l'époque de Dante, où l'éclairage public n'existait pas, on ne pouvait se voir dans les rues des villes que les nuits de lune. Lorsque, par contre, on se trouvait dans la phase de la nouvelle lune (" sous une nouvelle lune ", v. 19), avec la lune qu'on ne voyait pas du tout ou qui apparaissait comme un très mince croissant à l'horizon, il fallait aiguiser ses yeux en serrant les paupières (" cils ", v. 20), comme le faisait le vieux sarcophage, pour voir. 20), comme le vieux tailleur clairvoyant pour faire passer le fil dans le chas de l'aiguille : « nous nous sommes regardés l'un l'autre comme une coutume du soir / pour regarder l'autre sous la nouvelle lune ; / et ainsi l'un vers l'autre nous avons aiguisé nos cils / comme le vieux tailleur dans le chas de l'aiguille. »  (versets 18-21).

### Brunetto Latini: versets 22-60

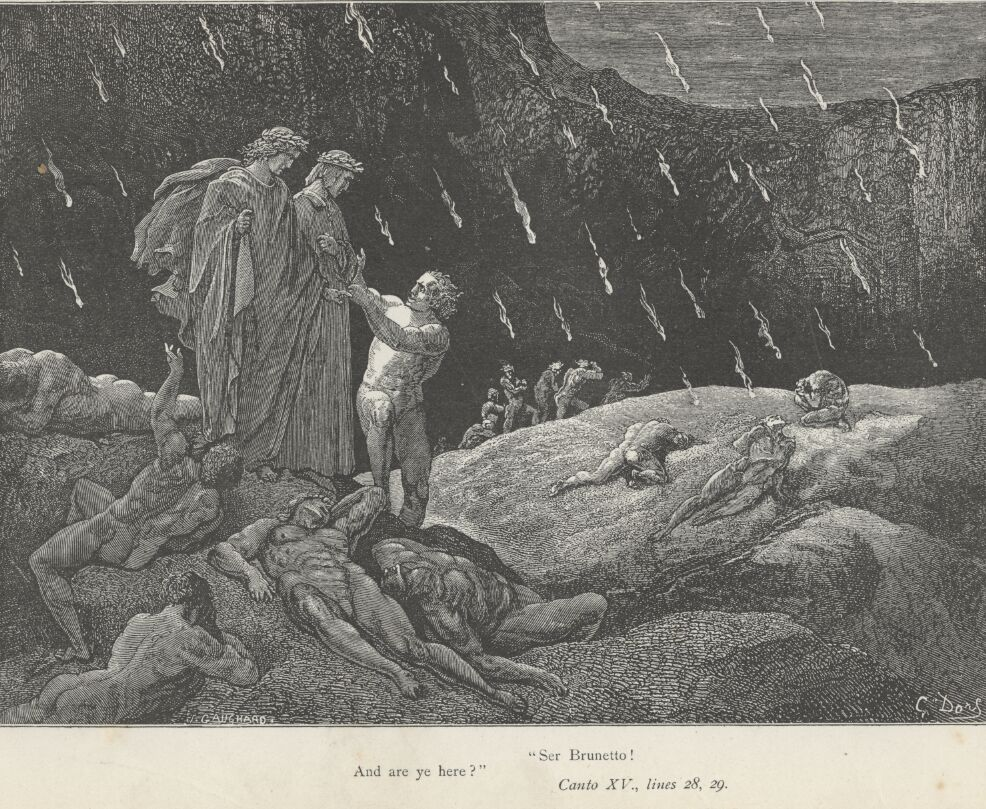
La Rencontre avec Ser Brunetto, illustration de Gustave Doré.

Alors que Dante est ainsi observé, un damné le reconnaît et le prend très familièrement par l'ourlet de son vêtement en s'écriant : « Quelle merveille ! »  (verset 24). Le poète, malgré l'aspect horriblement brûlé du damné, le reconnaît en Brunetto Latini, et s'adresse à lui avec la confiance typique de celui qui est familier : « Est-ce vous ici, Ser Brunetto ? ».
« Ser »  est en tout cas un signe de déférence, dû entre autres au fait que Latini était notaire et qu'il a été le professeur de Dante. Nombreux sont ceux qui ont fait remarquer que ce « ici » indique une certaine surprise de la part de Dante, qui fait peut-être semblant de ne pas être au courant du péché de Brunetto, mais qui cache aussi un soupçon de dédain, indiquant un « juste ici ».
Lui, qui était le maître et la source de sagesse de Dante, lui demande maintenant dans l'Enfer si cela ne le dérangerait pas de faire un bout de chemin ensemble, de quitter sa cohorte pour un temps, ce dont le poète pèlerin se dit ravi. Ven preco ; / e se volete che m'asseggia con voi / faròl, se piace a costui che vo seco (à Virgile). Brunetto, cependant, s'empresse alors d'expliquer que les damnés comme lui ne peuvent jamais s'arrêter, sous peine d'immobilité pendant cent ans sur le sable brûlant, et qu'il vaut donc mieux que les deux marchent côte à côte, avant que Latini ne rejoigne sa cohorte « qui va pleurer ses éternels ravages ». Dante comprend alors et avance, en gardant la tête baissée com'uom che reverente vada (comme un homme qui va avec révérence), en prenant soin de ne pas descendre dans la lande touchée par la pluie ardente.
Brunetto commence par demander ce qu'il fait de vivant dans le royaume des morts et qui est son guide. Dante répond en racontant qu'il s'est égaré « dans une forêt obscure » avant d'avoir atteint la plénitude de son âge (en paraphrasant « au milieu du voyage de notre vie », c'est-à-dire avant d'avoir trente-cinq ans, le voyage imaginaire ayant commencé à Pâques 1300 et le poète étant né sous le signe des Gémeaux, entre mai et juin), juste un jour plus tôt. C'est là que Virgile lui est apparu et l'a conduit dans ce voyage avant de le ramener chez lui («'a ca'»).
Brunetto fait un signe de tête à Dante et lui dit que s'il avait su que sa tâche était si importante, il l'aurait aidé à dispenser ses enseignements avant de mourir  dato t'avrei a l'opera mia conforto. Il fait essentiellement l'éloge de ce « disciple exceptionnel » et l'exhorte à persévérer dans la voie de la vertu.

### Brunetto parle de Florence et prophétise l'Exil à Dante: versets 61-99

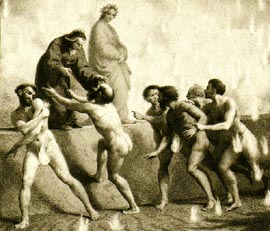
Brunetto Latini dans l'Enfer, illustration de Francesco Scaramuzza.

Brunetto Latini parle ensuite de Florence et introduit la prophétie de l'exil de Dante, comme dans le Chant X avec Farinata degli Uberti.
Selon lui, Dante aura pour ennemi la « partie fiesolienne » de Florence, celle qui, citant la légende de l'ancienne Florentia racontée par Giovanni Villani, s'est mélangée à la « vertueuse » population romaine et qui, par sa nature rude et accidentée (« de la montagne et du rocher »), est à l'origine des incessants conflits internes de la ville.
Brunetto commence alors à citer une série d'exemples de « saveur proverbiale » qui imprègnent ce Chant et qui sont un des exemples de la façon dont Dante modifie le style de sa poésie en fonction des personnages dont il parle. Brunetto, en tant qu'auteur de cette sorte d'encyclopédie médiévale qu'est le Livre du trésor, se caractérise donc ici par une langue moqueuse et riche en références savantes. Un autre exemple de ces choix linguistiques est le Chant XIII de Pier della Vigna, alors que dans Malebolge, par exemple, le poète choisit la langue la plus basse et la plus populaire possible.
Brunetto dit donc qu'il n'est pas convenable qu'un figuier doux pousse parmi les sorbes aigres et que ces Florentins-Fiesoles sont par vieille renommée aveugles, se référant soit au fait qu'ils ont été raillés par Totila qui s'est fait accueillir comme un ami et a ensuite a saccagé la ville, soit à la légende des colonnes de porphyre du Baptistère données par les Pisans, qui étaient considérés comme miraculeux parce qu'elles faisaient apparaître le visage des traîtres, mais comme ils avaient été raclés par les Pisans, ils étaient devenus inutilisables, d'où l'expression « Pisans traîtres et Florentins aveugles ». Ils sont aussi, en paraphrasant une invective similaire de Ciacco (Enfer, VI, verset 74), avares (cupides), envieux et orgueilleux, aussi Brunetto invite-t-il Dante à s'en éloigner (dai lor costumi fa che tu forbi). En outre, il prophétise qu'à cause de sa célébrité, les deux côtés de Florence auront faim de lui : on peut comprendre que les deux voudront le mettre en pièces ou que les deux le voudront de leur côté (les critiques modernes préfèrent généralement la première interprétation, la seconde est plus proche des commentateurs anciens), mais la « chèvre » devra rester loin de l'herbe (une autre expression proche du proverbe).
« Les « bêtes de Fiesole » doivent manger entre elles (Dante utilise le mot « strame » pour désigner le repas des animaux) et ne pas toucher la plante, / s'il en pousse encore dans leurs excréments, / dans laquelle renaît la sainte semence / des Romains qui y sont restés", c'est-à-dire qu'elles doivent laisser tranquille tout ce qui pousse de bon dans leurs excréments, comme le fruit de la sainte semence des Romains qui ont décidé de rester après que la ville soit devenue un nid à malices».
Dante déclare ensuite toute sa gratitude et son affection pour Brunetto disabt qu'il avait déjà appris l'exil par Farinata degli Uberti (au Chant X, précisément) et qu'il accepte ce que la Fortune a prévu pour lui, però (perciò) giri la Fortuna la sua rota / come le piace, e 'l villan la marra, une expression ressemblant à un proverbe, signifiant peut-être, d'après un passage du Convivio, comment il peut arriver à un paysan de trouver un trésor avec sa marra.
Virgile, lui aussi en train de se morfondre, clôt la scène en déclarant Bene ascolta chi la nota, c'est-à-dire, selon l'interprétation la plus admise, qu'il est un bon auditeur qui note et qui se souvient de ce qu'il entend.

### Clercs et Lettrés: versets 100-124

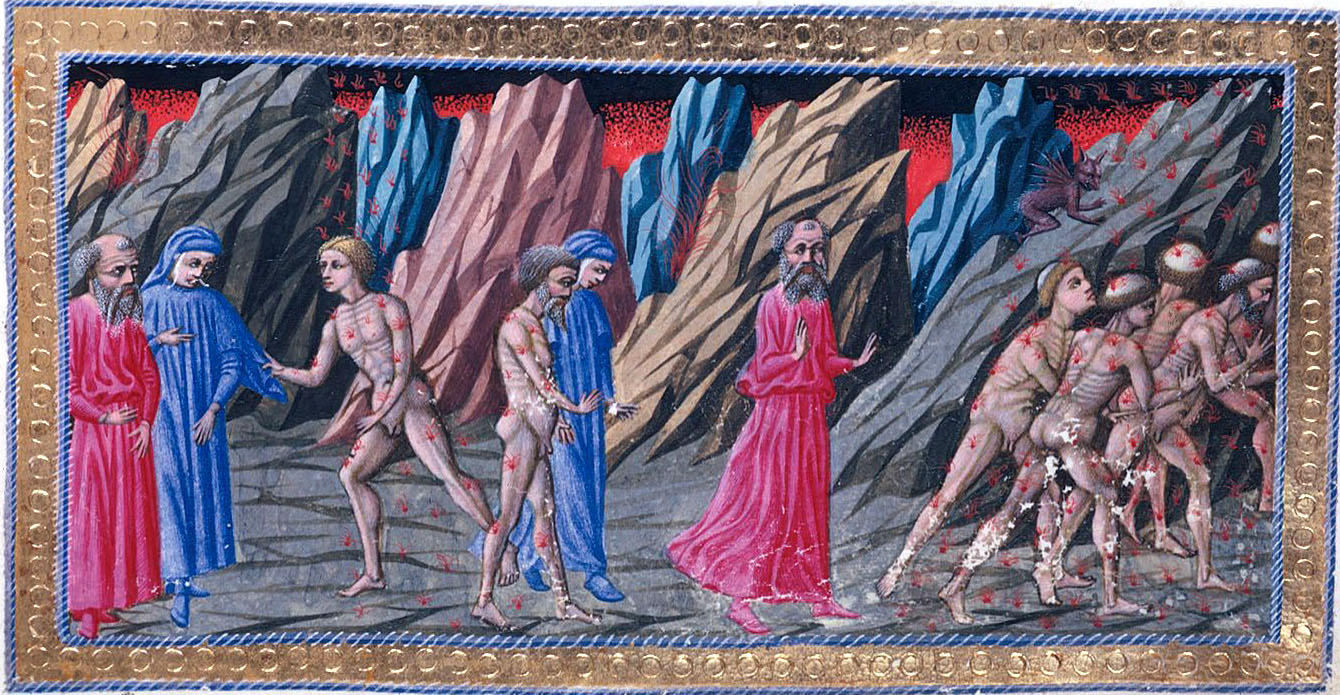
Illustration dans le par Priamo della Quercia.

Dante continue  à marcher à côté de Brunetto et lui demande de lui montrer certains de ses compagnons de détention les plus célèbres et les plus importants. Brunetto, qui précise qu'il ne peut pas tous les nommer par manque de temps, dit qu'il s'agit d'hommes de lettres et d'hommes d'Église (du moins ceux de son rang), tous coupables du même « péché immonde » : Priscien de Césarée, grammairien de Constantinople, Francesco d'Accorso, homme de lettres de Bologne et celui qui fut transféré par le « serviteur des serviteurs » de l'Arno au Bacchiglione, où il mourut. Dans ce cas, le nom n'est pas mentionné car le scandale de l'évêque  était probablement si grand que même une telle allusion devait sembler explicite. Dante a fait l'expérience directe de ce tollé dans sa jeunesse, et ce n'est qu'à l'égard de l'évêque qu'il utilise des mots méprisants (se hai "tal tigna brama" di vederlo... lasciò li mal protesi nervi) par rapport à tous les autres sodomites.
Brunetto voudrait en dire plus, mais son séjour et son discours (l venire e 'l sermone) ne peuvent pas être plus longs, car déjà un autre groupe arrive, soulevant de la fumée sur les sables, avec lequel il ne doit pas se mêler. Il recommande son Trésor (son livre), « dans lequel je vis encore » et n'en demande pas plus. Il se retourne et s'enfuit, comme ceux qui, à Vérone, courent pour le palio derrière une bannière verte ; et il semblait être de ceux qui gagnent, et non un lent perdant. C'est avec cette comparaison que se termine le Chant.

## Contrappasso
Les damnés sont obligés de marcher sans cesse, sans pause, sur du sable brûlant et de subir la violence sur leur corps de la pluie de feu qui s'abat sur eux. La loi du contrapasso se fait en partie par analogie, en ce sens qu'ils subissent une violence sur leur corps comme ils l'ont fait dans la vie contre leurs semblables et contre la nature ; cette violence, ils la subissent maintenant sur tout leur corps : depuis la plante des pieds (à cause du sable brûlant) jusqu'à la tête (à cause de la pluie de feu).
S'ils s'arrêtaient ne serait-ce qu'un instant, ils ne pourraient plus se protéger le visage, c'est-à-dire bloquer les flammes qui atteignent leur visage, pendant cent ans, continuant à courir éternellement. La durée de la course n'est pas dictée par la poursuite de la punition mais par le fait que la punition de la course est éternelle.